# Georg Wittig
Georg Friedrich Karl Wittig (* 16. Juni 1897 in Berlin; † 26. August 1987 in Heidelberg) war ein deutscher Chemiker und Träger des Nobelpreises für Chemie 1979.
Wittig fand einen Weg, die Carbonylgruppe eines Aldehyds oder Ketons in die Kohlenstoff-Kohlenstoff-Doppelbindung eines Alkens mit beliebigen Substituenten umzuwandeln.

## Leben
Wittig war der Sohn eines Professors der Kunstgewerbeschule in Kassel, eine Position die später sein jüngerer Bruder, Gustav Wittig innehatte. Die Mutter war musikalisch begabt. Georg hatte die künstlerische Begabung von beiden Elternteilen, er spielte sehr gut Klavier, konnte auch komponieren und sehr gut malen.
Er besuchte das Wilhelmsgymnasium in Kassel bis zum Abitur und begann 1916 mit 19 Jahren an der Universität Tübingen Chemie zu studieren. Er wurde jedoch kurz darauf einberufen und geriet in englische Kriegsgefangenschaft. Ab 1919 studierte er in Marburg Chemie. Dort war Wittig am chemischen Institut bei Karl Friedrich von Auwers tätig und promovierte am 7. Mai 1923.
Im gleichen Jahr bekam er eine Anstellung als Unterrichtsassistent an der Universität Marburg. Er heiratete Waltraut Ernst. Nach seiner Habilitation im Jahr 1926 war er bei Hans Meerwein als Oberassistent tätig. 1932 wurde er Abteilungsleiter und außerplanmäßiger Professor an der TH Braunschweig.
1933 wurde Wittig Mitglied der SA. 1937 holte ihn Hermann Staudinger an sein Institut nach Freiburg im Breisgau; im selben Jahr trat Wittig der NSDAP bei.
1939 wurde Wittig verbeamtet und ab 1944 lehrte er als o. Prof. an der Universität Tübingen.
Ab 1956 wirkte Wittig als Direktor des organisch-chemischen Instituts der Universität Heidelberg.
Er war Ehrenbürger der Stadt Heidelberg.

## Wissenschaftliches Werk
Wittig befasste sich zunächst mit organischen Radikalen. Er stellte Hexaphenylethan her und vermutete eine biradikalische Struktur. Diese Struktur konnte jedoch nicht bestätigt werden.
Zur Einführung von Phenylgruppen nutzte Wittig das Phenyllithium. Eine einfache Darstellungsmethode von Phenyllithium hatte im Jahr 1930 Karl Ziegler aus Brombenzol und Butyllithium gefunden.
Das anionische Phenyllithium erwies sich als sehr starkes Phenylierungsreagenz, es ließ sich mit Brombenzol zu Diphenyl umsetzen.
Die Bindung Kohlenstoff-Lithium ist sehr stark polarisiert.
Wittig postulierte aufgrund der vorliegenden Reaktionen das Dehydrobenzol (siehe Bild).
Später interessierte sich Wittig für andere Kohlenstoffgruppen mit einer anionischen Ladung am Kohlenstoff und einer positiven Ladung. Er deprotonierte Tetramethylammoniumionen mit Phenyllithium und erhielt Amin-Ylide. Die Namen Ylid bezeichnet die ionische Ladung in einem Molekül.
Der Stickstoff besitzt normalerweise nur drei Bindungen zu Nachbaratomen. Mit der Deprotonierung über Phenyllithium wurde ein negatives Kohlenstoffatom in Nachbarschaft zum positiven Stickstoff erzeugt. Diese Ylide können sich leicht an polare Bindungen anlagern.
In Gegenwart von Benzophenon ergaben die Amin-Ylide gut charakterisierbare Salze, wobei sich das negativ geladene Kohlenstoff des Ylids mit dem positiv polarisiertem Carbonylkohlenstoff verknüpfte.
Sehr ähnlich dem Stickstoff ist das Phosphor. Schon August Wilhelm von Hofmann setzte seine erfolgreichen Untersuchungen von Aminen mit Phosphinen fort. Diesen Weg ging auch Wittig und hatte Erfolg.
Bei der Umsetzung von Triphenylphosphin mit Methyliodid entsteht das quartäre Phosphoniumsalz.
Mit Phenyllithium kann dies Salz zum Ylen Triphenylphosphinmethylen deprotoniert werden.
Anders als beim Stickstoff kann mit Phosphor eine Resonanzstruktur mit Doppelbindung zwischen der Methylengruppe und dem Phosphor formuliert werden (Ylen).
In weiterer Folge entdeckte Wittig im Jahr 1954 bei der Umsetzung dieses Ylens mit Benzophenon die Bildung von Diphenylethen und die Abspaltung von Triphenylphosphinoxid. Mit dem deprotonierten Triphenylphosphinmethylen ließ sich im Ergebnis ein Carbonylsauerstoff durch eine Methylengruppe ersetzen.
Statt einer einfachen Methylengruppe konnte mit anderen Ylidsalzen auch komplizierte Kohlenstoffgefüge das Sauerstoffatom der Carbonylgruppe ersetzen.
10 Jahre nach Wittigs Entdeckung waren bereits über 70 Patente für Stoffumsetzungen und Naturstoffsynthese mit der Wittig-Reaktion beantragt worden.
Wittig hatte seine große Entdeckung in höherem Lebensalter, mit 57 Jahren.
Um 1950 entwickelte er mit seinem Doktoranden Ulrich Schöllkopf eine allgemein anwendbare Olefin-Synthese, die nach ihm benannte Wittig-Reaktion; dafür erhielt er 1979 zusammen mit Herbert Charles Brown, der auf dem Gebiet der Borane arbeitete, den Nobelpreis für Chemie.
Mit der Wittig-Reaktion wird unter anderem großtechnisch Retinol (Vitamin A) hergestellt. Im Labormaßstab gehört sie zu den wichtigsten Reaktionen zur Erzeugung von C=C-Doppelbindungen. Carbonylverbindungen und Phosphorylide werden dabei in einer Additions-Eliminierungssequenz miteinander umgesetzt.
Nach ihm wurde auch die 1,2-Wittig-Umlagerung benannt.

## Ehrungen
- 1953: Adolf-von-Baeyer-Denkmünze
- 1953: Korrespondierendes Mitglied der Bayerischen Akademie der Wissenschaften
- 1956: Ordentliches Mitglied der Heidelberger Akademie der Wissenschaften
- 1962: Mitglied der Deutschen Akademie der Naturforscher Leopoldina
- 1967: Otto-Hahn-Preis für Chemie und Physik
- 1969: Korrespondierendes Mitglied der Académie des sciences (ab 1972 auswärtiges Mitglied)
- 1972: Paul-Karrer-Vorlesung
- 1979: Nobelpreis für Chemie
- 1980: Großes Verdienstkreuz mit Stern und Schulterband der Bundesrepublik Deutschland

## Werke
- Preparative chemistry. Springer, Berlin 1976, ISBN 3-540-07932-7
- Stereochemie. Akad. Verlagsges., Leipzig 1930.
- Über at-Komplexe als reaktionslenkende Zwischenprodukte. Westdt. Verl., Köln 1966.
- Untersuchungen über a-Oxydiphenyl und über die Bildung von Diphenochinonen. Univ. Dissertation, Marburg 1923.
- Zur Erschließung der Benzo-Gamma-pyrone. Habilitationsschrift, Marburg 1926.
- mit Ulrich Schöllkopf: Über Triphenyl-phosphin-methylene als olefinbildende Reagenzien. Ber. d. Dt. Chem. Ges. 87(9): S. 1318–1330, 1954.